# Lyzeum
Lyzeum (bis etwa 1900 Lyceum) war und ist eine Bezeichnung für verschiedene höhere Bildungseinrichtungen.

## Geschichte

### Antike
In der Antike gab es in der Nähe  Athens einen Tempel Lýkeion für den griechischen Gott Apollon Lýkeios.
Die in der Nähe befindliche Lehrstätte des bedeutenden Philosophen Aristoteles wurde danach benannt. Auch in der römischen Zeit hießen einige Bildungsstätten so.

### Gelehrten- und Jungenschulen
Einige Universitäten trugen in der frühen Neuzeit alternativ den Beinamen Lyceum (Salzburg, Graz, Bamberg).  Seit dem 17. Jahrhundert wurden so auch akademische Lateinschulen für Schüler genannt, die auf den Universitätsbesuch vorbereiteten. Die meisten wurden
bis 1820 in Gymnasien umgewandelt, in einigen Gegenden hielt sich diese Bezeichnung aber bis in das frühe 20. Jahrhundert (Württemberg). Außerdem wurden einige katholische Ausbildungsstätten, besonders in Bayern als Lyceum bezeichnet. Auch die Gymnasien in Elsaß-Lothringen hießen in der deutschen Zeit zwischen 1871 und 1918 Lyceum (nach dem französischen lycée).

### Ausbildungsstätten für Frauen und Mädchen
Seit 1868 wurden einige Lyceen für Damen gegründet, die wissenschaftliche Vorlesungen und Fortbildungen für Frauen anboten, zuerst das Victoria-Lyceum in Berlin, dann weitere in Breslau, Leipzig, Karlsruhe, Köln, Dresden und Wien. Die meisten bestanden jedoch nur wenige Jahre.
Seit 1873 gab es erste Mädchen-Lyceen in Österreich-Ungarn (Graz, Prag, Wien), seit etwa 1905 auch im Deutschen Reich. Diese waren zunächst höhere Mädchenschulen, später meist Mädchengymnasien. Einige tragen diese Bezeichnung bis in die Gegenwart.

### In anderen Ländern
In Frankreich bezeichnet lycée ein Staatsgymnasium für Jungen und Mädchen, ebenso in Luxemburg lycée classique. In den Niederlanden ist lyceum eine Form von Gymnasien, ähnlich in Belgien. In Polen ist liceum eine Mittelschule oder eine Fachschule, in der Ukraine lizej (ліцей) eine Oberschule, in Russland lizej (лицей) eine höhere Schule. Alle diese Schulformen werden von Jungen und Mädchen besucht.